# Notelaea
Notelaea es un género de plantas que se encuentran en Australia de la familia Oleaceae. Es originario de Australia.

## Especies
Especies incluyen:
- Notelaea ipsviciensis W.K.Harris
- Notelaea johnsonii P.S.Green
- Notelaea ligustrina Vent.
- Notelaea linearis Benth.
- Notelaea lloydii Guymer
- Notelaea longifolia Vent.
- Notelaea microcarpa R.Br.
- Notelaea neglecta P.S.Green
- Notelaea ovata R.Br.
- Notelaea punctata R.Br.
- Notelaea pungens Guymer
- Notelaea venosa F.Muell.